# جاك كيان
جاك كيان (بالإنجليزية: Jake Kean)‏ (4 فبراير 1991 بدربي في المملكة المتحدة - ) هو لاعب كرة قدم بريطاني في مركز حراسة المرمى. شارك مع منتخب إنجلترا تحت 20 سنة لكرة القدم. أما مع النوادي، فقد لعب مع أولدهام أثلتيك وبلاكبيرن روفرز وسويندون تاون وكولتشستر يونايتد ونورويتش سيتي ويوفل تاون ونادي هارتلبول يونايتد ونادي روتشديل.

## وصلات خارجية
- جاك كيان على موقع قاعدة بيانات كرة القدم.إي يو (الإنجليزية)
- جاك كيان على موقع Soccerbase.com (لاعب) (الإنجليزية)
- جاك كيان على موقع عالم كرة القدم.نت (الإنجليزية)
- جاك كيان على موقع AS.com (الإسبانية)